# Lindmania
Lindmania ist eine Pflanzengattung in der Unterfamilie Lindmanioideae innerhalb der Familie der Bromeliengewächse (Bromeliaceae). Früher wurden die Arten in die Unterfamilie Pitcairnioideae eingeordnet. Die etwa 40 Arten gedeihen hauptsächlich im östlichen Venezuela (38 Arten) und angrenzenden Gebieten in Guyana und Brasilien nur auf dem Guayana-Schild. Keine der Arten wird vom Menschen genutzt und sie sind in kaum einem botanischen Garten vorhanden.

## Beschreibung

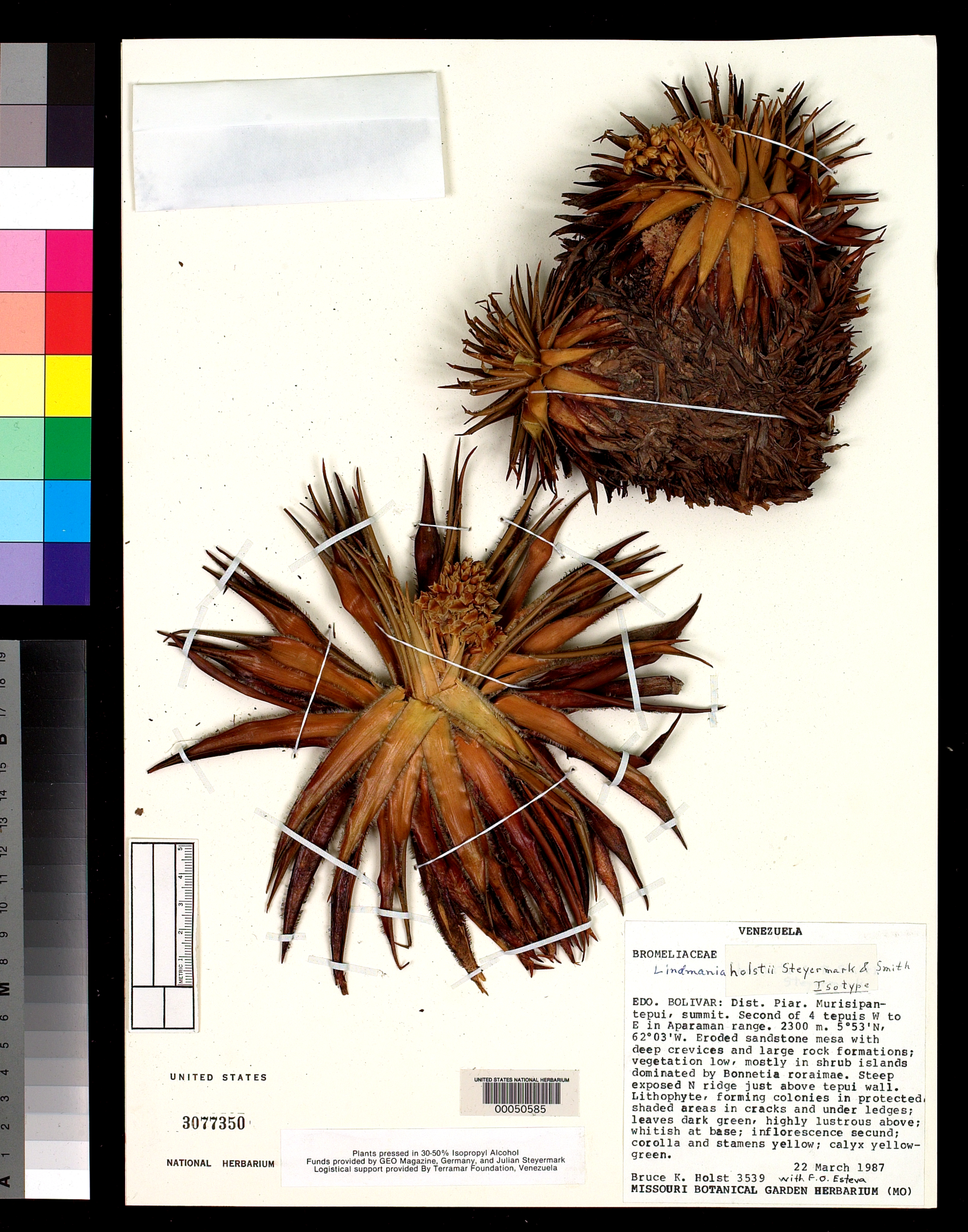
Herbarbeleg von Connellia holstii

### Vegetative Merkmale
Bei Lindmania-Arten handelt es sich um terrestrische oder lithophytische, kleine bis mittelgroße, ausdauernde krautige Pflanzen. Einige Arten bilden im Verlauf von vielen Jahren kleine, nicht verholzende „Stämme“ oder sie bilden grundständige Blattrosetten.
In grundständigen oder endständigen Rosetten stehen die Laubblätter zusammen. Die Blattspreiten sind stabil und selten an ihrer Basis sich verengend. Die Blattscheiden sind meist dünn. Die Blattränder sind fast glatt oder gesägt oder stachelig gezähnt.

### Generative Merkmale
Je nach Arten sind gut ausgebildete Blütenstandsschäfte vorhanden oder sie sind stark reduziert (wie bei Lindmania navioides). Der fertile Teil der Blütenstände ist einfach oder verzweigt. An den Blütenstandsachsen sind die Blüten in mehreren Reihen oder selten sind die Blüten einseitswendig angeordnet. Es sind Blütenstiele vorhanden. Deckblätter sind klein, unauffällig und am oberen Ende gerundet.
Die relativ kleinen, zwittrigen Blüten sind dreizählig mit doppelter Blütenhülle (Perianth). Die drei freien, konvoluten Kelchblätter sind mehr oder weniger breit eiförmig mit gerundetem oder breit-stumpfem oberen Ende und kürzer als die Kronblätter. Die linke Seite des Kelchblattes überlappt jeweils das rechts von ihr befindliche Kelchblatt; bei Cottendorfia ist das anders. Die drei freien Kronblätter besitzen keine Ligula, sind weiß bis rosafarben oder gelb bis orangefarben. Es sind zwei Kreise mit je drei Staubblättern vorhanden und ihre Staubfäden sind fast auf der ganzen Länge frei. Die je nach Art unterschiedlichen Staubbeutel sind gerade, gedrungen fast basifix oder reitend. Drei Fruchtblätter sind zu einem kahlen, oberständigen Fruchtknoten verwachsen. Die basale Plazenta ist kurz. Der aufrechte und schlanke Griffel endet in einer geraden und aufrechten Narbe.
Die Blütenformel lautet:
{\displaystyle \star \;K_{3}\;C_{3}\;A_{3+3}} oder {\displaystyle G_{\underline {(3)}}}
Die eiförmigen Kapselfrüchte öffnen sich septizid. Die schmal-spindelförmigen Samen besitzen zwei Anhängsel als Flügel.

## Vorkommen
Das Verbreitungsgebiet ist das östliche Venezuela und angrenzende Gebiete in Guyana und Brasilien. Sie gedeihen an Hängen und im Gipfelbereich der Tepui.

## Systematik und botanische Geschichte
Die Gattung Lindmania wurde Januar 1896 durch Carl Christian Mez in Alphonse Louis Pierre Pyramus de Candolle und Anne Casimir Pyramus de Candolle: Monographiae Phanerogamarum, Band 9, Seite 535–536 aufgestellt. Als Lectotypusart wurde am 26. August 1936 Lindmania guianensis (Beer) Mez, die als Anoplophytum guianense Beer erstveröffentlicht wurde, durch L. B. Smith in Field Mus. Nat. Hist., Bot. Ser., 13, 1, S. 510 festgelegt. Der Gattungsname Lindmania ehrt den schwedischen Botaniker Carl Axel Magnus Lindman (1856–1928), den Autor des Werks Bromeliaceae Herbarii Regnelliani. I. Bromelieae in Kongl. Svenska Vetenskaps-Akademiens Handlingar, Band 24, 1891, S. 1–50.
Die Arten wurden lange Zeit in der Gattung Cottendorfia eingeordnet. Smith reaktivierte 1987 die Gattung Lindmania weil er erkannte, dass sich die Kelchblätter anders überlappen.
Da molekulargenetische Untersuchungen ergaben, dass die Unterfamilie Pitcairnioideae in ihrem ursprünglichen Umfang nicht monophyletisch war, wurde sie in mehrere Unterfamilien aufgeteilt. Die Unterfamilie der Lindmanioideae mit den beiden Gattungen Connellia  und Lindmania wurde durch Givnish et al. 2007 aufgestellt. Die Connellia-Arten besitzen im Vergleich zu den Lindmania-Arten größere und farbintensivere Kronblätter.
Es gibt etwa 40 Lindmania-Arten:
- Lindmania arachnoidea (L.B.Sm., Steyermark & H.Rob.) L.B.Sm.[4]
- Lindmania argentea L.B.Sm.[4]
- Lindmania atrorosea (L.B.Sm., Steyerm. & H.Rob.) L.B.Sm.
- Lindmania aurea L.B.Sm., Steyerm. & H.Rob.
- Lindmania brachyphylla L.B.Sm.:[4]
  - Lindmania brachyphylla var. angustior (L.B.Sm., Steyerm. & H.Rob.) L.B.Sm.[4]
  - Lindmania brachyphylla L.B.Sm. var. brachyphylla[4]
- Lindmania candelabriformis B.Holst[4]
- Lindmania cylindrostachya L.B.Sm.[4]
- Lindmania dendritica (L.B.Sm.) L.B.Sm.[4]
- Lindmania dyckioides (L.B.Sm.) L.B.Sm.[4]
- Lindmania geniculata L.B.Sm.:[4]
  - Lindmania geniculata L.B.Sm. var. geniculata
  - Lindmania geniculata var. minor (L.B.Sm., Steyerm. & H.Rob.) L.B.Sm.[4]
- Lindmania gracillima (L.B.Sm.) L.B.Sm.[4]
- Lindmania guianensis (Beer) Mez:[4]
  - Lindmania guianensis (Beer) Mez var. guianensis
  - Lindmania guianensis var. vestita (L.B.Sm.) L.B.Sm.[4]
- Lindmania holstii Steyerm. & L.B.Sm.[4]
- Lindmania huberi L.B.Sm., Steyerm. & H.Rob.[4]
- Lindmania imitans L.B.Sm., Steyerm. & H.Rob.[4]
- Lindmania lateralis (L.B.Sm. & Read) L.B.Sm. & H.Rob.[4]
- Lindmania longipes (L.B. Sm.) L.B. Sm.[4]
- Lindmania maguirei (L.B.Sm.) L.B.Sm.[4]
- Lindmania marahuacae (L.B.Sm., Steyerm. & H.Rob.) L.B.Sm.[4]
- Lindmania minor L.B.Sm.[4]
- Lindmania navioides L.B.Sm.[4]
- Lindmania nubigena (L.B.Sm.) L.B.Sm.[4]
- Lindmania oliva-estevae Steyerm. & L.B.Sm. ex B.Holst[4]
- Lindmania paludosa L.B.Sm.[4]
- Lindmania phelpsiae L.B.Sm.[4]
- Lindmania piresii L.B.Sm., Steyerm. & H.Rob.[4]
- Lindmania riparia L.B.Sm., Steyerm. & H.Rob.[4]
- Lindmania savannensis (L.B.Sm.) L.B.Sm.[4]
- Lindmania saxicola L.B.Sm., Steyerm. & H.Rob.[4]
- Lindmania serrulata L.B.Sm.:[4]
  - Lindmania serrulata var. reducta L.B.Sm.
  - Lindmania serrulata L.B.Sm. var. serrulata
- Lindmania sessilis L.B.Sm., Steyerm. & H.Rob.[4]
- Lindmania smithiana (Steyerm. & Luteyn) L.B.Sm.[4]
- Lindmania stenophylla L.B.Sm.[4]
- Lindmania steyermarkii L.B.Sm.[4]
- Lindmania subsimplex L.B.Sm.[4]
- Lindmania thyrsoidea L.B.Sm.[4]
- Lindmania tillandsioides L.B.Sm.[4]
- Lindmania vinotincta B.Holst & Vivas[4]
- Lindmania wurdackii L.B.Sm.[4]